# Vox Continental

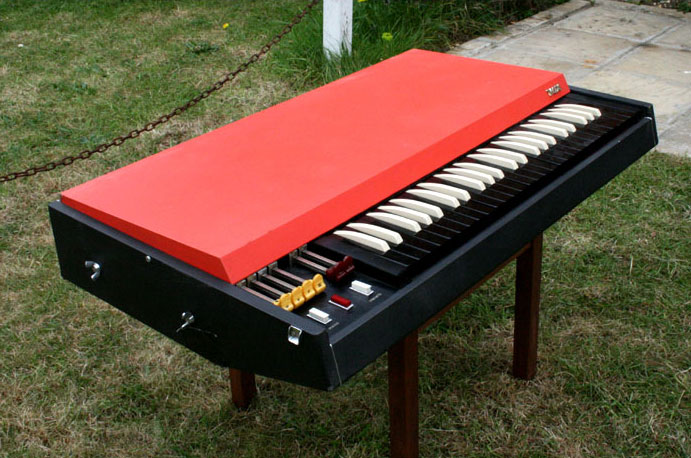
Vox Continental с одним мануалом

Vox Continental —  транзисторный комбо-орган, который был представлен в 1962 году. Известный своим ярким, но тонким, с придыханием, звуком, «Конни», как он был нежно назван, был разработан для использования гастролирующими музыкантами. Он был также предназначен для замены тяжёлых органов с фоническим колесом, таких как почитаемый Хаммонд В3.
Несмотря на то, что окончательно выполнить предназначение не удалось, Continental использовался в хитах 1960-х и был одним из самых популярных комбо-органов для крупных выступлений. Орган был снят с производства в начале 1970-х годов, однако имеет большое количество поклонников по сей день и является одним из самых желанных комбо-органов среди энтузиастов.

## Описание

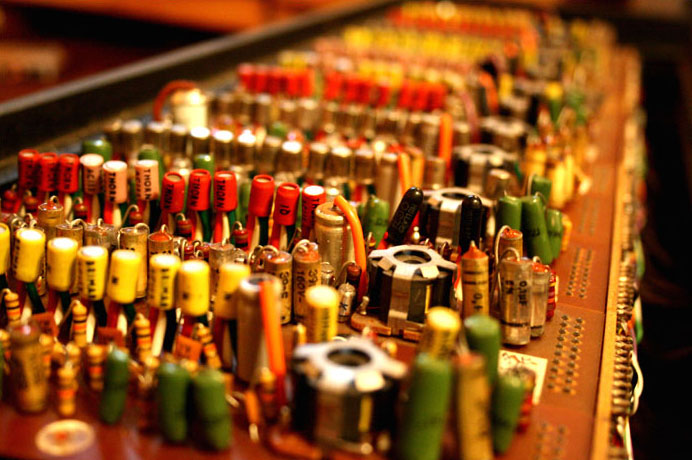
Внутреннее устройство Vox Continental

Vox Continental выпускался в двух базовых моделях, каждая со своими вариациями. Основными моделями были Continental с одним и двумя мануалами. Последний был известен как Vox Continental II в Англии и Vox Super Continental в Италии.
Vox Continental изначально производился на заводе Jennings Musical Instruments в Дартфорде, Кент, Великобритания, и в Vox Sound в Эрите графства Кент. Английские фабрики не могли угнаться за спросом на VOX усилители и органы и в 1964 году было подписано лицензионное соглашение между Jennings и Thomas Organ Company в США. В 1992 году, Korg приобрёл Vox и c того момента новая продукция с торговой маркой VOX нацелена в основном на гитаристов, а торговая марка Korg используется для клавиатур.
Vox Continental имел очень характерный внешний вид. Наиболее заметной его особенностью были клавиши противоположных цветов (черные основные и белые диезы). Этим он был похож на клавесин. Хромированная Z-образная ножка с болтом и ярко-красный верх (в некоторых моделях серый) делали Vox Continental очень своеобразным и красивым инструментом. В Vox Continental использовались шесть регуляторов в виде слайдеров со шкалами, вместо тумблеров на других комбо-органах. Два слайдера служили для управления флейтовыми и язычковыми регистрами (аналогами соответствующих регистров акустического органа), еще три слайдера - для управления аналогами 16-, 8- и 4-футовых регистров, шестой слайдер позволял управлять смесью верхних регистров. Также могло использоваться вибрато с фиксированной скоростью и интенсивностью. Vox Continental не имел никаких других спецэффектов или басовых нот. Его простота была оценена по достоинству многими исполнителями.

## Continental с одним мануалом
Хотя они имели схожие тона и внешний вид, существовали четыре различные сборки Vox Continental. Первыми были британские модели, изготовленные Jennings Musical Industries, или JMI, в Дартфорде, Кент, Англия. Позже в Великобритании были изготовлены модели от Vox Sound из Эрита, Кент.
В течение короткого времени после лицензионного соглашения 1964 года между Thomas Organ’s и VOX, Continental производился в США на фабрике Thomas Organ по адресу 8345 Hayvenhurst Avenue в Сепульведе, Калифорния. Было выпущено около 300 органов 301-H («Hayvenhurst»), главным образом с апреля по июнь 1966. Затем производство было перемещено на фабрики ЕМЕ в Италии.
Hayvenhurst Continentals отличаются уникальными платами генерации тонов (взяты из органов производимых фирмой Thomas), деревянными клавишами, покрытыми плёнкой, которые им достались от предшественников, произведённых на фабриках Jennings и которые дают очень приятное ощущение прикосновения, а также использованием американского стандарта оборудования, который был намного более надёжным, чем метрические аппаратные средства, использовавшиеся на Continentals произведённых в Италии. Органы итальянского производства составляют примерно 80 % от общего количества, Hayvenhurst Continentals составляют около 3 % от общего производства органов с одним мануалом, остальные инструменты были произведены в Великобритании. Итальянские модели можно отличить от британских и американских по хлипким пластиковым клавишам, белым и чёрным слайдерам (вместо сливочных и тёмно-бордовых), а также по крестообразной подставке. Некоторые специалисты считают, что звук итальянской версии был тоньше, чем у его британских и американских коллег, а произведённые в США и Великобритании модели фактически идентичны по внешнему виду и качеству звука (несмотря на отличия в электронной начинке).

## Производные
В конце 1960-х и начале 1970-х появились различные производные, включая Vox Jaguar, Vox Corinthian и последний Continental с одним мануалом: Vox Continental '71.

## Continental с двумя мануалами
В Великобритании производились Continental II и 300, а в Италии — Super Continental. Все версии имели пластиковые клавиши и поставлялись с перкуссией или без. Интересно, что британская версия с перкуссией (выпускалась только в сером цвете) была известна как «Super II».
Органы с двумя мануалами получили своё развитие и вариации. Среди них: Vox Continental 300 с реверберацией и пресетами, а также Continental Baroque, который имел разное звучание на верхнем мануале (включая банджо, клавесин и фортепиано) и внутреннее усиление звука.

## Использование
Инструмент ассоциируют с Рок-н-роллом 60-х. Им пользовались в своих выступлениях Алан Прайс из The Animals, Майк Смит из The Dave Clark Five, а также Рэй Манзарек из The Doors. Популярные песни включают в себя:
- «House of the Rising Sun» (1964) — The Animals
- «Because» (1964) by The Dave Clark Five
- «California Sun» (1964) by The Rivieras
- «She’s About a Mover» (1965)— the Sir Douglas Quintet
- «Pushin' Too Hard» (1965) — The Seeds
- «Woman» (1965) — The Zombies
- «I’m Down» (1965) — The Beatles
- «96 Tears» (1966) by Question Mark and the Mysterians
- «I’m a Believer» (1966) — The Monkees
- «Hungry» (1966) — Paul Revere and The Raiders
- «Working My Way Back to You» (1966) — The Four Seasons
- «(We Ain’t Got) Nothin’ Yet» (1966) — Blues Magoos
- «If You Gotta Go, Go Now» и «Absolutely Sweet Marie» (1966) — Боб Дилан
- «Light My Fire» и «The Crystal Ship» (1967) — The Doors
- «The Rains Came» (1966) и «Mendocino» (1968) — the Sir Douglas Quintet
- «Sister Ray» (1968) — The Velvet Underground
- «In-A-Gadda-Da-Vida» (1968) — Iron Butterfly
- «Don’t Do Me Like That» (1979) — Tom Petty and the Heartbreakers
- «Some of My Lies Are True (Sooner or Later)» и «Don’t Ever Tell Me That You Love Me» (1980) — Huey Lewis and the News
- «Why Does the Sun Shine? (The Sun Is a Mass of Incandescent Gas)» (1993) — They Might Be Giants
- «Budapest» (2014) — Джордж Эзра[2]

Помимо этих групп, 1960-х Vox Continental сыграл важную роль в появлении многих клавишных звуков в новой волне и панк роке 1970-х, начала 1980-х годов. Continental активно использовался Steve 'Nieve' (aka Steve Nason), клавишником из Elvis Costello & The Attractions, а также Mike Barson из 2-Tone группы Madness. Его также использовал основатель 2-Tone Jerry Dammers из The Specials.
В последнее время в популярной музыкальной культуре можно видеть как органист Rhys Webb из британской гаражной группы The Horrors использует Continental, также как Sam Steinig из Mondo Topless и Walt Martin из The Walkmen. В то же время Kenny Howes психо-поп группы Orange Hat использовал Super Continental. Benmont Tench из Tom Petty and the Heartbreakers также часто использовал '65 Continental с самого основания Mudcrutch. Певец и автор песен Grayson Hugh использовал Continental в своей песне «Angel of Mercy» из его 2010 Swamp Yankee Records выпуска «An American Record».

Два Vox Continental organs можно видеть в промовидео для «Summer in the City» by The Lovin' Spoonful.
Alex Turner также использовал Vox Continental для песни «505» группы Arctic Monkeys, концовки второго альбома Favourite Worst Nightmare, а также в третьем альбоме Humbug в песнях «Crying Lightning» и «Red Right Hand».
Органист группы The Moons Tom Warmsley использует Vox Continental с одним мануалом, James Edward Bagshaw из The Moons использует Vox Continental 300